# Phytocoris sulcatus
Phytocoris sulcatus är en insektsart som beskrevs av Knight 1920. Phytocoris sulcatus ingår i släktet Phytocoris och familjen ängsskinnbaggar. Inga underarter finns listade i Catalogue of Life.